# Grand Prix automobile d'Italie 1958
GP précédent GP suivant
Le Grand Prix d'Italie 1958 (XXIX° Gran Premio d'Italia), disputé sur le circuit de Monza le 7 septembre 1958, est la soixante-quatorzième épreuve du championnat du monde de Formule 1 courue depuis 1950 et la dixième manche du championnat 1958.

## Contexte avant le Grand Prix

### Le championnat du monde
Hormis les changements de règlement (interdiction du carburant libre au profit du carburant de type 'Avgas' employé en aviation et réduction de la longueur des épreuves à trois cents kilomètres au lieu de cinq cents), la saison 1958 a été marquée par de nombreux accidents et la disparition de trois grands pilotes. Lors des 500 miles d'Indianapolis (épreuve atypique du championnat du monde, disputée sous la réglementation USAC), le gigantesque carambolage du premier tour a coûté la vie au pilote américain Pat O'Connor ; cinq semaines plus tard, Luigi Musso s'est tué accidentellement sur le circuit de Reims au volant de sa Ferrari en tentant de rattraper son coéquipier Mike Hawthorn, en tête de la course ; le mois suivant, la Scuderia Ferrari a perdu un second pilote dans des circonstances semblables, Peter Collins étant sorti de la route lors du Grand Prix d'Allemagne, alors qu'il disputait le commandement à son compatriote Tony Brooks.
Très affecté par la mort de ses coéquipiers, et plus particulièrement celle de Collins dont il était proche, Hawthorn a néanmoins accepté de terminer la saison afin de conquérir le titre mondial en l'honneur de son 'ami Mate'. À deux manches de la fin, il possède quatre points d'avance sur Stirling Moss, le pilote Vanwall étant désormais le seul à pouvoir lui contester la couronne. Ne comptant qu'une seule victoire contre trois à son rival, Hawthorn doit son avance à ses nombreuses places d'honneur assorties de records du tour, alors que Moss a dû abandonner à maintes reprises. Le pilote Ferrari pourrait s'assurer définitivement le titre (quelle que soit l'issue de la dernière épreuve) en cas de victoire à Monza, à condition toutefois que son adversaire n'y marque aucun point.

### Le circuit

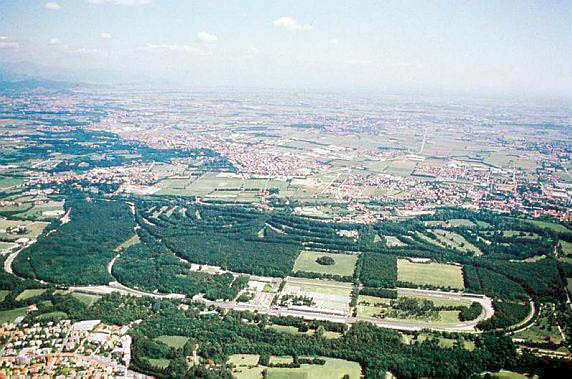
Vue aérienne de l'autodrome de Monza. Depuis 1957, l'anneau de vitesse n'est plus utilisé pour le Grand Prix.

Depuis sa création en 1922, l'autodrome de Monza figure parmi les plus rapides d'Europe. Sur ce tracé développant 5,75 kilomètres, les meilleures monoplaces de formule 1 évoluent à des vitesses moyennes de l'ordre de 200 km/h (en 1957, le pilote britannique Stuart Lewis-Evans s'y était qualifié à plus de 202 km/h de moyenne au volant de sa Vanwall). En 1955 et 1956, le Grand Prix s'était déroulé sur le tracé combinant le circuit routier et l'anneau de vitesse, mais les risques dus aux contraintes imposées aux pneumatiques sur l'ovale ont incité les organisateurs à se limiter, depuis 1957, à la seule partie routière.

## Monoplaces en lice
- Ferrari Dino 246 "Usine"

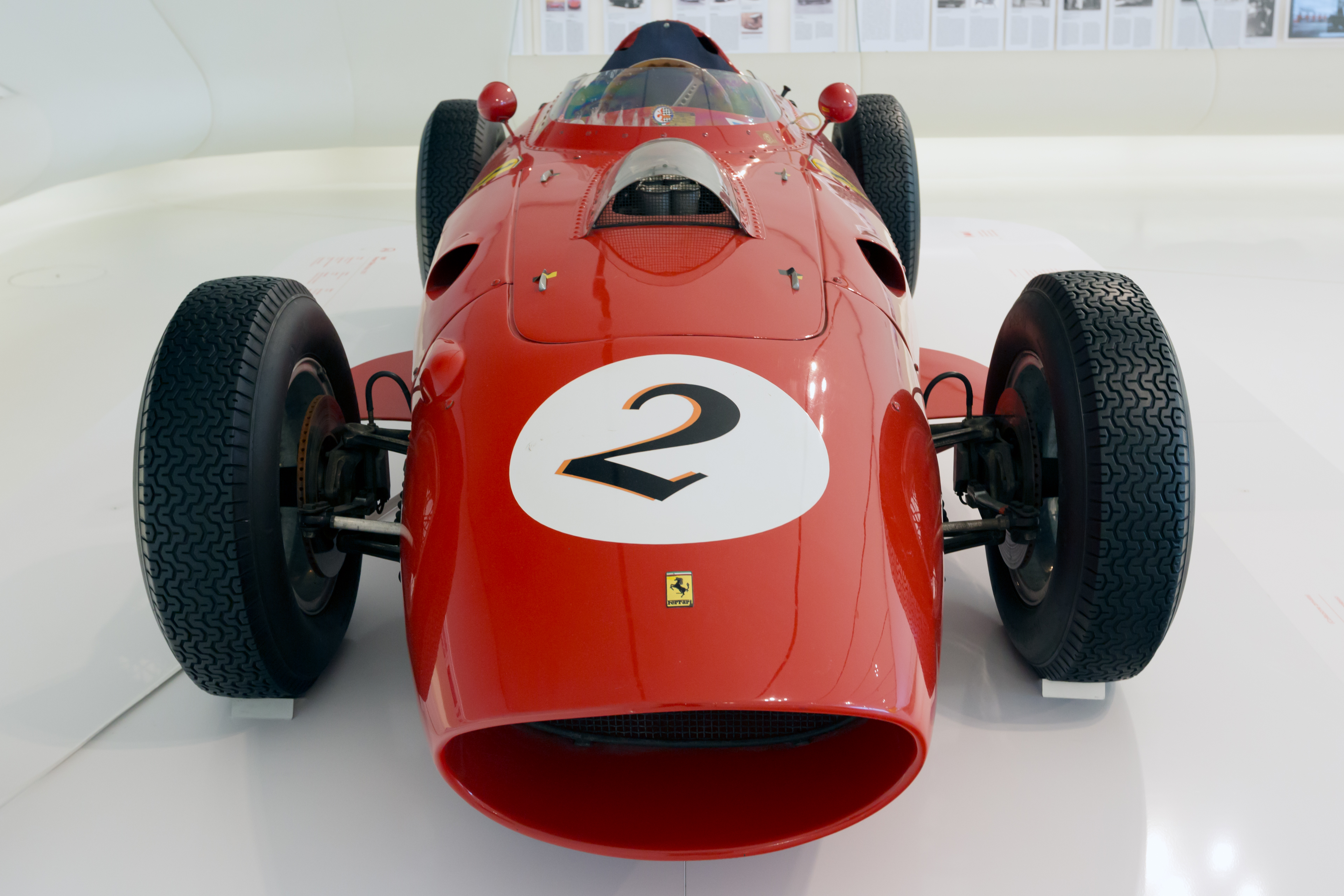
Première apparition des freins à disques chez Ferrari, sur la Dino d'Hawthorn.

Après une participation réduite à deux voitures au Grand Prix du Portugal, la Scuderia Ferrari aligne à nouveau une équipe complète pour son épreuve nationale : quatre Dino ont été engagées, Mike Hawthorn étant épaulé par Wolfgang von Trips, Phil Hill et Olivier Gendebien. Ces monoplaces de 650 kg sont motorisées par un V6 de 2417 cm3 alimenté par trois carburateurs double corps, développant 290 chevaux à 8 300 tr/min. Les freins à tambour ont été fortement critiqués par Hawthorn, et Enzo Ferrari a fini par accepter que la voiture de ce dernier soit équipée de freins à disque Dunlop, une première au sein de l'équipe. Hawthorn pourra également inaugurer la nouvelle version '256' du moteur Dino (cylindrée portée à 2451 cm3 par allongement de la course, puissance dépassant les 300 chevaux). La voiture de Gendebien est à la base la 296MI ayant participé au trophée des deux mondes à Monza en juin dernier avec un moteur V6 de trois litres de cylindrée. Maintenant équipée du moteur F1, elle a été rebaptisée 246MI et se distingue des autres Dino par une calandre plus imposante et une poupe plus haute.
- Vanwall VW "Usine"

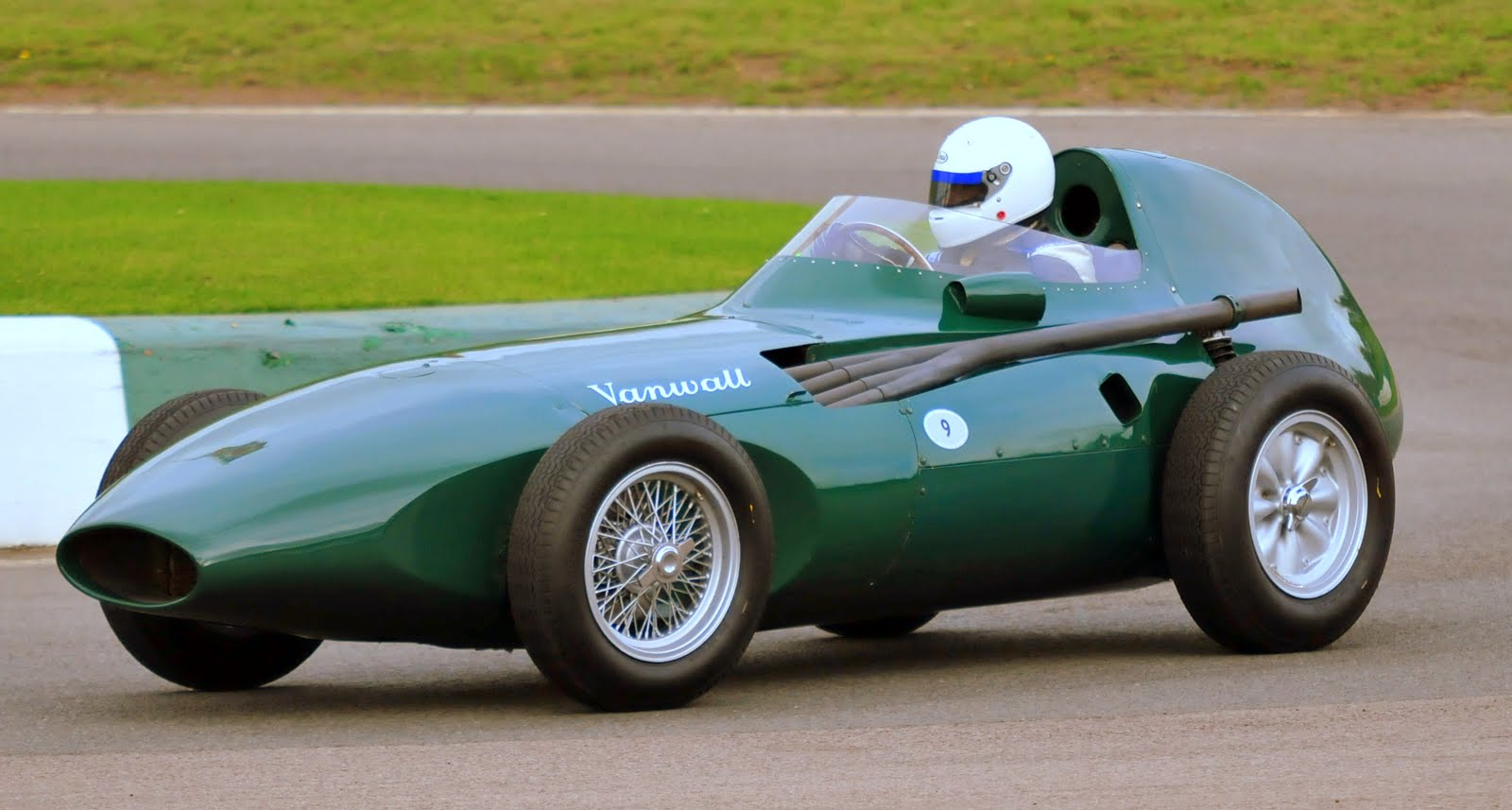
La très moderne Vanwall, ici lors d'une course historique.

Tony Vandervell a engagé ses trois pilotes habituels Stirling Moss, Tony Brooks et Stuart Lewis-Evans. Moins puissantes que les Ferrari (leur moteur quatre cylindres développe environ 270 chevaux), les Vanwall bénéficient toutefois d'une excellente pointe de vitesse grâce à leur profilage très étudié. Leur excellente tenue de route et leur freinage (à disques Dunlop) très au point ont contribué aux nombreuses victoires de la marque cette saison.
- BRM P25 "Usine"

L'équipe de Bourne aligne trois voitures à Monza, le pilote suédois Joakim Bonnier venant d'être engagé aux côtés de Jean Behra et Harry Schell. Prometteuses en début de saison, les P25 (550 kg, quatre cylindres, 250 chevaux) n'ont pu par la suite contester la supériorité des Vanwall et des Ferrari, d'autant que la fiabilité de ces monoplaces n'est pas au niveau de la concurrence.
- Cooper T45 "Usine"

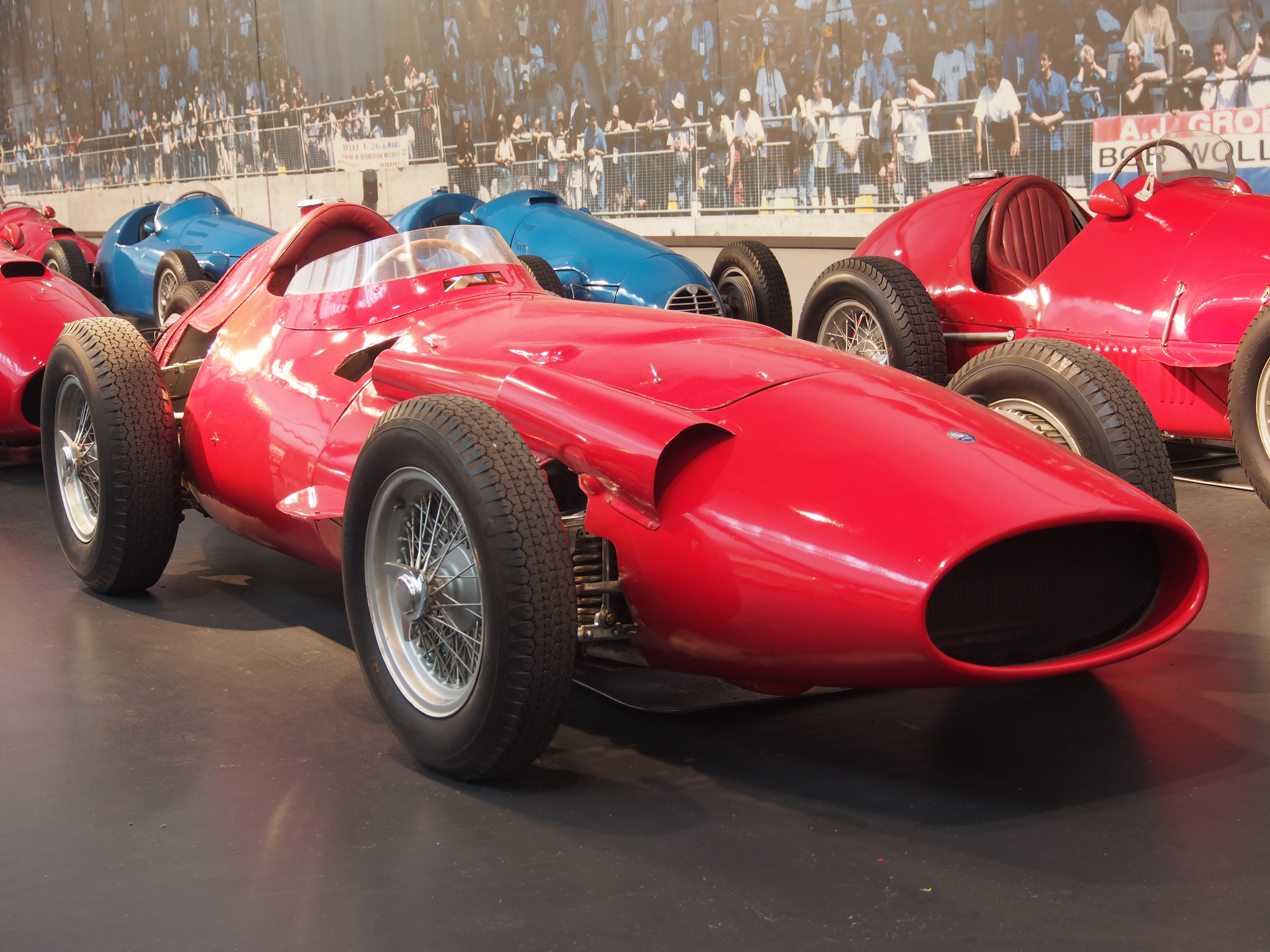
Apparue en 1954, la Maserati 250F est la plus ancienne monoplace du plateau.

John Cooper aligne la même équipe qu'au Portugal, à savoir deux T45 à moteur central arrière pour Jack Brabham et Roy Salvadori. Sur les circuits sinueux, leur légèreté (moins de 500 kg) permet de compenser la modeste puissance du quatre cylindres Coventry Climax FPF (2200 cm3, 194 chevaux à 6250 tr/min), mais sur l'autodrome italien ces voitures seront handicapées par leur faible vitesse de pointe. Engagé par Rob Walker, Maurice Trintignant dispose d'une T45 identique, à la couleur près, aux deux monoplaces d'usine.
- Lotus 12 & 16 "Usine"

Seul Graham Hill dispose de la récente Type 16 (450 kg, moteur Climax identique à celui des Cooper mais monté à l'avant), Cliff Allison ayant détruit la sienne lors des essais qualificatifs sur le circuit de Porto et devant se contenter d'une ancienne Type 12 à moteur deux litres (176 chevaux).
- Maserati 250F

Grâce aux écuries et pilotes privés, les Maserati 250F (moteur six cylindres en ligne, 270 chevaux) seront une nouvelle fois les plus nombreuses au départ. La Scuderia Centro Sud a engagé deux voitures pour Carroll Shelby et Gerino Gerini, tandis que l'écurie de Joakim Bonnier a confié ses deux monoplaces à Giulio Cabianca et Hans Herrmann. Maria Teresa De Filippis a récupéré sa 250F personnelle, accidentée à Porto. L'écurie Temple Buell dispose quant à elle de la récente version 'Piccolo', plus légère, confiée à Masten Gregory qui sort de six semaines de convalescence après son accident de Silverstone au volant d'une Lister-Jaguar.

## Coureurs inscrits

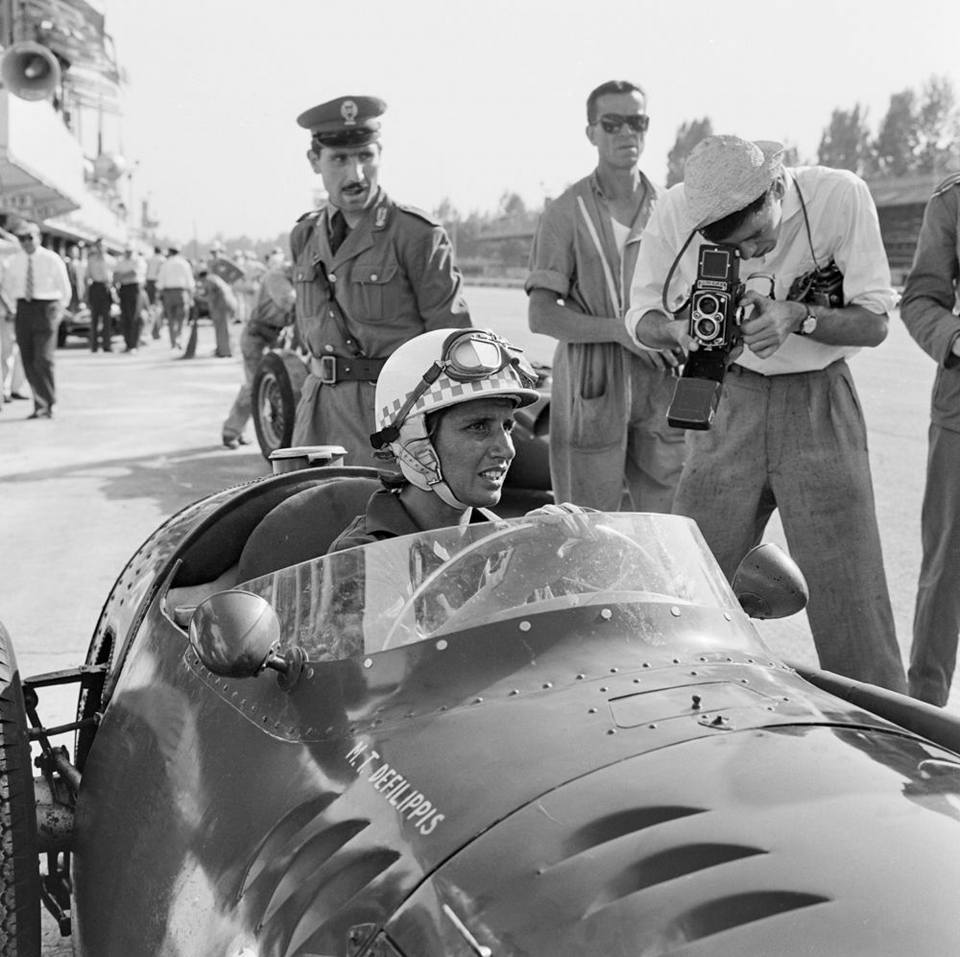
Seule femme engagée, Maria Teresa de Filippis au volant de sa Maserati 250F.

| no | Pilote                   | Écurie                   | Constructeur | Modèle              | Moteur             | Pneumatiques |
| -- | ------------------------ | ------------------------ | ------------ | ------------------- | ------------------ | ------------ |
| 2  | Maurice Trintignant      | Rob Walker Racing Team   | Cooper       | Cooper T45          | Coventry Climax L4 | D            |
| 4  | Jack Brabham             | Cooper Car Company       | Cooper       | Cooper T45          | Coventry Climax L4 | D            |
| 6  | Roy Salvadori            | Cooper Car Company       | Cooper       | Cooper T45          | Coventry Climax L4 | D            |
| 8  | Jean Behra               | Owen Racing Organisation | BRM          | BRM P25             | BRM L4             | D            |
| 10 | Harry Schell             | Owen Racing Organisation | BRM          | BRM P25             | BRM L4             | D            |
| 12 | Joakim Bonnier           | Owen Racing Organisation | BRM          | BRM P25             | BRM L4             | D            |
| 14 | Mike Hawthorn            | Scuderia Ferrari         | Ferrari      | Ferrari Dino 246    | Ferrari V6         | E            |
| 16 | Wolfgang von Trips       | Scuderia Ferrari         | Ferrari      | Ferrari Dino 246    | Ferrari V6         | E            |
| 18 | Phil Hill                | Scuderia Ferrari         | Ferrari      | Ferrari Dino 246    | Ferrari V6         | E            |
| 20 | Olivier Gendebien        | Scuderia Ferrari         | Ferrari      | Ferrari Dino 246 MI | Ferrari V6         | E            |
| 22 | Giulio Cabianca          | Joakim Bonnier           | Maserati     | Maserati 250F       | Maserati L6        | P            |
| 24 | Hans Herrmann            | Joakim Bonnier           | Maserati     | Maserati 250F       | Maserati L6        | P            |
| 26 | Stirling Moss            | Vandervell Products      | Vanwall      | Vanwall VW10        | Vanwall L4         | D            |
| 28 | Tony Brooks              | Vandervell Products      | Vanwall      | Vanwall VW5         | Vanwall L4         | D            |
| 30 | Stuart Lewis-Evans       | Vandervell Products      | Vanwall      | Vanwall VW6         | Vanwall L4         | D            |
| 32 | Masten Gregory           | Temple Buell             | Maserati     | Maserati 250F       | Maserati L6        | P            |
| 34 | Carroll Shelby           | Scuderia Centro Sud      | Maserati     | Maserati 250F       | Maserati L6        | P            |
| 36 | Cliff Allison            | Team Lotus               | Lotus        | Lotus 12            | Coventry Climax L4 | D            |
| 38 | Graham Hill              | Team Lotus               | Lotus        | Lotus 16            | Coventry Climax L4 | D            |
| 40 | Gerino Gerini            | Scuderia Centro Sud      | Maserati     | Maserati 250F       | Maserati L6        | P            |
| 42 | Maria Teresa De Filippis | Privé                    | Maserati     | Maserati 250F       | Maserati L6        | P            |

- Pour les essais qualificatifs, Mike Hawthorn dispose également de la nouvelle Ferrari Dino 256, identique à la 246 à la cylindrée du moteur près[9] (portée de 2417 à 2451 cm3).

## Qualifications

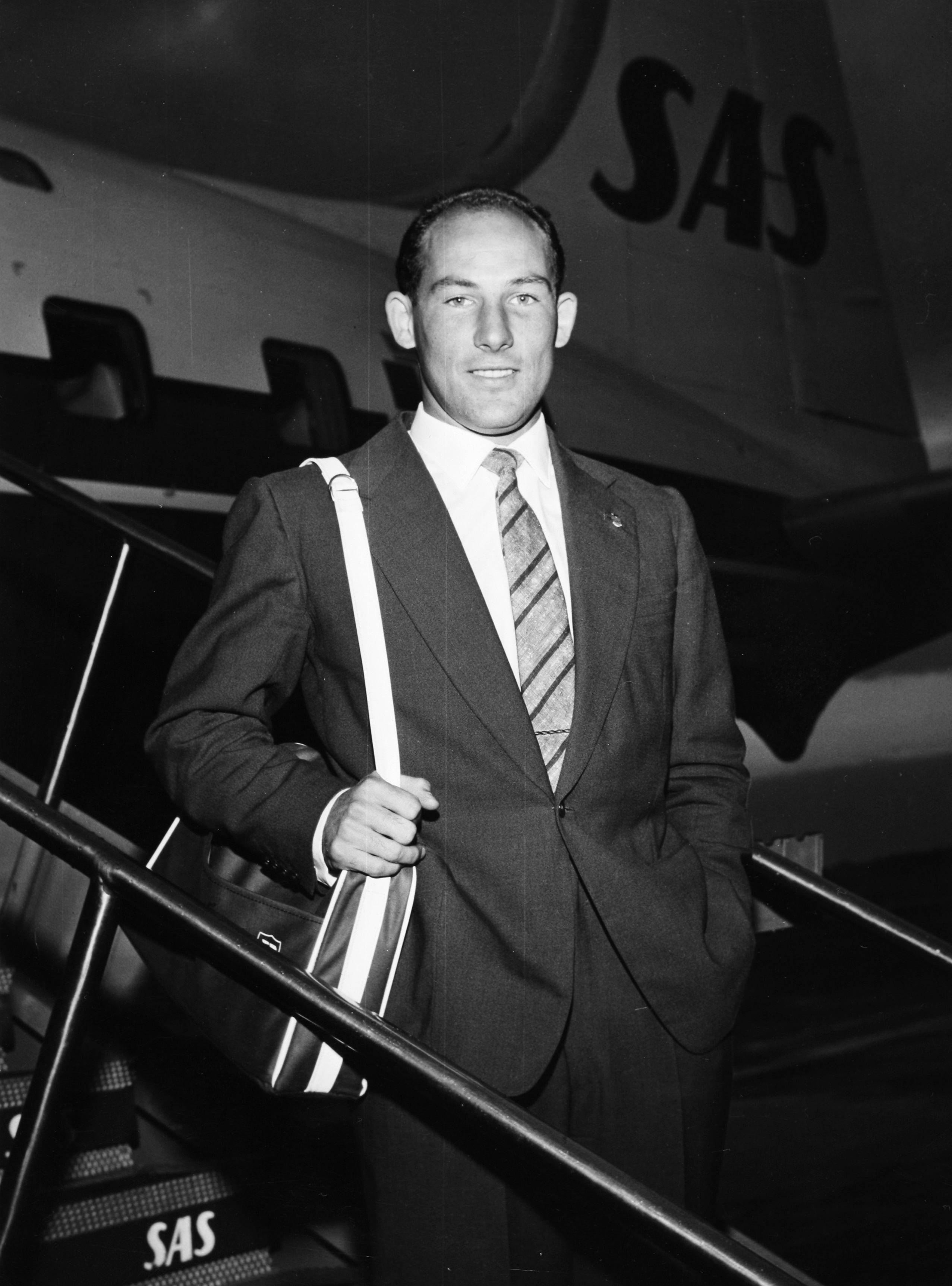
Stirling Moss (vu ici en 1958), de loin le plus rapide des essais.

Les essais qualificatifs sont organisés les vendredi et samedi après-midi précédant la course. Les deux journées de qualification vont se dérouler par beau temps. Le vendredi, Mike Hawthorn essaie un nouveau moteur à cylindrée accrue sur sa Ferrari, mais les 300 chevaux escomptés ne sont pas au rendez-vous et en fin de séance le pilote britannique préférera revenir à la version de base. De son côté, Stirling Moss expérimente une bulle de plexiglas sur sa Vanwall : malgré une légère amélioration de la vitesse de pointe, Moss va rapidement la faire démonter, le niveau de bruit engendré étant intolérable. Un peu plus rapides que les Ferrari, les Vanwall ont dominé cette première séance. Elles vont confirmer le lendemain, Moss terminant la journée avec un tour à près de 206 km/h de moyenne, devançant de près d'une seconde son coéquipier Tony Brooks. Avec sa Ferrari équipée de freins à disques, Hawthorn est parvenu à devancer la troisième Vanwall, pilotée par Stuart Lewis-Evans qui complète la première ligne de la grille de départ. La seconde ligne sera entièrement Ferrari, Olivier Gendebien précédant ses coéquipiers Wolfgang von Trips et Phil Hill. Les BRM ont une nouvelle fois déçu, et les trois voitures (emmenées par Jean Behra, près de trois secondes plus lent que Moss) ne s'élanceront qu'en troisième ligne au côté de la Maserati flambant neuve de Masten Gregory.
| Pos. | Pilote                   | Écurie        | Temps        | Écart    |
| ---- | ------------------------ | ------------- | ------------ | -------- |
| 1    | Stirling Moss            | Vanwall       | 1 min 40 s 5 |          |
| 2    | Tony Brooks              | Vanwall       | 1 min 41 s 4 | + 0 s 9  |
| 3    | Mike Hawthorn            | Ferrari       | 1 min 41 s 8 | + 1 s 3  |
| 4    | Stuart Lewis-Evans       | Vanwall       | 1 min 42 s 4 | + 1 s 9  |
| 5    | Olivier Gendebien        | Ferrari       | 1 min 42 s 5 | + 2 s 0  |
| 6    | Wolfgang von Trips       | Ferrari       | 1 min 42 s 6 | + 2 s 1  |
| 7    | Phil Hill                | Ferrari       | 1 min 42 s 7 | + 2 s 2  |
| 8    | Jean Behra               | BRM           | 1 min 43 s 2 | + 2 s 7  |
| 9    | Harry Schell             | BRM           | 1 min 43 s 2 | + 2 s 7  |
| 10   | Joakim Bonnier           | BRM           | 1 min 44 s 7 | + 4 s 2  |
| 11   | Masten Gregory           | Maserati      | 1 min 44 s 9 | + 4 s 4  |
| 12   | Graham Hill              | Lotus-Climax  | 1 min 46 s 0 | + 5 s 5  |
| 13   | Maurice Trintignant      | Cooper-Climax | 1 min 46 s 4 | + 5 s 9  |
| 14   | Roy Salvadori            | Cooper-Climax | 1 min 47 s 0 | + 6 s 5  |
| 15   | Jack Brabham             | Cooper-Climax | 1 min 47 s 3 | + 6 s 8  |
| 16   | Cliff Allison            | Lotus-Climax  | 1 min 47 s 8 | + 7 s 3  |
| 17   | Carroll Shelby           | Maserati      | 1 min 48 s 0 | + 7 s 5  |
| 18   | Hans Herrmann            | Maserati      | 1 min 49 s 8 | + 9 s 3  |
| 19   | Gerino Gerini            | Maserati      | 1 min 50 s 1 | + 9 s 6  |
| 20   | Giulio Cabianca          | Maserati      | 1 min 54 s 6 | + 14 s 1 |
| 21   | Maria Teresa De Filippis | Maserati      | 1 min 55 s 9 | + 15 s 4 |

## Grille de départ du Grand Prix
| 1re ligne | Pos. 1                      |                                | Pos. 2                      |                                 | Pos. 3                        |                                | Pos. 4                           |
|           | Moss Vanwall 1 min 40 s 5   |                                | Brooks Vanwall 1 min 41 s 4 |                                 | Hawthorn Ferrari 1 min 41 s 8 |                                | Lewis-Evans Vanwall 1 min 42 s 4 |
| 2e ligne  |                             | Pos. 5                         |                             | Pos. 6                          |                               | Pos. 7                         |                                  |
|           |                             | Gendebien Ferrari 1 min 42 s 5 |                             | Trips Ferrari 1 min 42 s 6      |                               | P. Hill Ferrari 1 min 42 s 7   |                                  |
| 3e ligne  | Pos. 8                      |                                | Pos. 9                      |                                 | Pos. 10                       |                                | Pos. 11                          |
|           | Behra BRM 1 min 43 s 2      |                                | Schell BRM 1 min 43 s 2     |                                 | Bonnier BRM 1 min 44 s 7      |                                | Gregory Maserati 1 min 44 s 9    |
| 4e ligne  |                             | Pos. 12                        |                             | Pos. 13                         |                               | Pos. 14                        |                                  |
|           |                             | G. Hill Lotus 1 min 46 s 0     |                             | Trintignant Cooper 1 min 46 s 4 |                               | Salvadori Cooper 1 min 47 s 0  |                                  |
| 5e ligne  | Pos. 15                     |                                | Pos. 16                     |                                 | Pos. 17                       |                                | Pos. 18                          |
|           | Brabham Cooper 1 min 47 s 3 |                                | Allison Lotus 1 min 47 s 8  |                                 | Shelby Maserati 1 min 48 s 0  |                                | Herrmann Maserati 1 min 49 s 8   |
| 6e ligne  |                             | Pos. 19                        |                             | Pos. 20                         |                               | Pos. 21                        |                                  |
|           |                             | Gerini Maserati 1 min 50 s 1   |                             | Cabianca Maserati 1 min 54 s 6  |                               | Filippis Maserati 1 min 55 s 9 |                                  |

## Déroulement de la course
L'équipe Vanwall, dont les monoplaces sont équipées de pneus Dunlop, envisage une course non-stop, alors que la Scuderia Ferrari a prévu un arrêt à mi-course, les pneus Englebert ne pouvant tenir la distance. Il fait chaud au moment du départ, le dimanche après-midi. Malgré la météo clémente, pas plus de 20 000 spectateurs assistent à la course : depuis la disparition de Luigi Musso, il n'y a plus de pilote italien de premier plan et une bonne partie du public habituel boude l'épreuve. Stirling Moss (Vanwall) exploite parfaitement sa pole position et aborde le premier virage en tête, juste devant la Ferrari de l'étonnant Phil Hill qui, depuis l'extérieur de la seconde ligne, a réussi à déborder ses coéquipiers (dont Mike Hawthorn qui a excessivement fait patiner ses roues et fait souffrir son embrayage au démarrage), ainsi que les deux Vanwall de Stuart Lewis-Evans et Tony Brooks. Jack Brabham a percuté l'arrière de la Ferrari d'Olivier Gendebien, qui a calé au départ; il a endommagé la suspension avant de sa Cooper et rejoindra lentement son stand pour abandonner, tandis que Gendebien n'effectuera que quelques tours, le pont arrière tordu finissant par céder. Dans la courbe de Lesmo, Hill parvient à déborder Moss, prenant la tête de la course. Dans ce même virage, Wolfgang von Trips percute assez violemment l'arrière de la BRM d'Harry Schell ; les deux monoplaces sont sérieusement endommagées et, éjecté de sa Ferrari, Trips est relevé avec une jambe cassée, Schell étant indemne. À l'issue de ce premier tour mouvementé, Phil Hill conserve l'avantage sur Moss. Après un départ chaotique, Hawthorn est revenu en quatrième position, encadré par les Vanwall de Lewis-Evans et Brooks. Hawthorn remonte bientôt sur Brooks, qu'il dépasse au cours du troisième tour, avant de passer Moss au suivant. Son coéquipier lui cède le commandement peu après et au cinquième passage devant les tribunes les deux Ferrari d'Hawthorn et Hill mènent la danse, suivies de près par les trois Vanwall de Moss, Lewis-Evans et Brooks. Moss réagit aussitôt et déborde Hill, qui s'arrête peu après à son stand à cause d'un pneu dont la bande de roulement s'est décollée. Le pilote américain repartira en sixième position, derrière la BRM de Jean Behra.
En tête, un âpre duel s'engage entre Hawthorn et Moss. Jusqu'au quinzième tour, les deux pilotes britanniques vont à maintes reprises échanger leurs positions, avant que des problèmes de boîte de vitesses n'apparaissent sur la Vanwall de Moss, lui faisant perdre deux places avant de le contraindre à l'abandon. Hawthorn possède alors près de sept secondes d'avance sur Lewis-Evans et Behra, roues dans roues, tandis que sur la troisième Vanwall, Brooks a chuté en septième position, ayant effectué un bref passage au stand pour faire colmater une fuite d'huile. Masten Gregory, quatrième sur sa Maserati, est déjà à plus de trente secondes des hommes de tête ; il devance la Cooper de Maurice Trintignant, lui-même talonné par Hill qui a amorcé sa remontée, et va peu après dépasser le pilote français. Celui-ci va abandonner quelques minutes plus tard, boîte de vitesses cassée. Au vingt-deuxième tour, Behra parvient à prendre l'avantage sur Lewis-Evans et s'en détache progressivement, tournant sur le même rythme qu'Hawthorn, avant que les freins avant de la BRM ne commencent à faiblir, nécessitant un passage au stand à la fin du vingt-neuvième tour. Lewis-Evans retrouve un temps la seconde place avant d'être affecté par un problème de surchauffe moteur sur sa Vanwall qui le contraint à l'abandon. Juste avant la mi-course, la situation semble confortable pour Hawthorn, qui domine avec trente-cinq secondes d'avance sur son coéquipier Phil Hill, revenu en seconde position. Gregory est désormais troisième mais sa Maserati ne constitue pas une menace pour les Ferrari. Sur l'unique Vanwall rescapée, Brooks est désormais quatrième, devant la BRM de Behra. Les pilotes Ferrari doivent toutefois faire remplacer leurs pneus arrière ; Hawthorn effectue cette opération au trente-cinquième tour, laissant le commandement à Hill, et repart du stand après un arrêt de quarante-deux secondes, au moment où passe la Maserati de Gregory qui va se faire re-dépasser presque aussitôt. Cinq minutes plus tard, c'est au tour de Phil Hill de stopper ; il chute à la quatrième place, Hawthorn retrouvant la tête de la course juste devant Gregory qui s'accroche dans le sillage du leader. L'arrêt de la seconde Ferrari a permis à Brooks de remonter en troisième position, à seulement dix secondes des premiers. Il remonte rapidement sur Gregory, qui a légèrement baissé l'allure car ses pneus commencent à se dégrader. Au quarante-sixième tour, Brooks dépasse Gregory qui s'arrête aussitôt après à son stand pour remplacement des pneus et se faire relayer (le pilote américain, dont c'est la première course depuis son grave accident de juillet, est totalement épuisé par l'effort qu'il vient de produire). C'est Carroll Shelby qui reprend le volant de la Maserati, désormais troisième, précédant Hill de quelques secondes. À vingt boucles de l'arrivée, Hawthorn possède huit secondes d'avance sur Brooks et vingt-huit sur Hill qui a dépassé Shelby. Le leader de l'équipe Ferrari est alors virtuellement champion du monde. Hawthorn parvient à gérer son avance jusqu'à ce que l'embrayage ne commence à patiner, permettant à Brooks de rapidement réduire l'écart. À la fin du cinquante-neuvième tour, la jonction est faite; à la fin du suivant, la Vanwall est littéralement collée à la Ferrari, et, profitant de l'aspiration, Brooks parvient à s'emparer du commandement. Il va le garder jusqu'au bout, parvenant à ménager ses pneumatiques, inchangés depuis le départ. Sa victoire permet à son coéquipier Moss de conserver, malgré son abandon prématuré, une petite chance de remporter le titre mondial. Second de la course devant Hill (qui a reçu pour consigne de ne pas dépasser son coéquipier), Hawthorn, bien que privé de la première place à quelques encablures de l'arrivée, fait toutefois une bonne opération au championnat avant l'ultime manche : une deuxième place lui suffit désormais pour succéder à Juan Manuel Fangio.

### Classements intermédiaires
Classements intermédiaires des monoplaces aux premier, troisième, cinquième, dixième, quinzième, vingtième, vingt-cinquième, trente-quatrième, quarantième, cinquantième et soixantième tours.

### Classement de la course
| Pos  | No | Pilote                        | Écurie        | Tours | Temps/Abandon                 | Grille | Points |
| ---- | -- | ----------------------------- | ------------- | ----- | ----------------------------- | ------ | ------ |
| 1    | 28 | Tony Brooks                   | Vanwall       | 70    | 2 h 03 min 47 s 8             | 2      | 8      |
| 2    | 14 | Mike Hawthorn                 | Ferrari       | 70    | 2 h 04 min 12 s 0 (+ 24 s 2)  | 3      | 6      |
| 3    | 18 | Phil Hill                     | Ferrari       | 70    | 2 h 04 min 16 s 1 (+ 28 s 3)  | 7      | 5      |
| 4    | 32 | Masten Gregory Carroll Shelby | Maserati      | 69    | 2 h 05 min 34 s 9 (+ 1 tour)  | 11     |        |
| 5    | 6  | Roy Salvadori                 | Cooper-Climax | 62    | 2 h 03 min 49 s 3 (+ 8 tours) | 14     | 2      |
| 6    | 38 | Graham Hill                   | Lotus-Climax  | 62    | 2 h 05 min 24 s 8 (+ 8 tours) | 12     |        |
| 7    | 36 | Cliff Allison                 | Lotus-Climax  | 61    | + 9 tours                     | 16     |        |
| Abd. | 42 | Maria Teresa De Filippis      | Maserati      | 57    | Moteur                        | 21     |        |
| Abd. | 22 | Giulio Cabianca               | Maserati      | 51    | Moteur                        | 20     |        |
| Abd. | 8  | Jean Behra                    | BRM           | 42    | Embrayage                     | 8      |        |
| Abd. | 24 | Hans Herrmann                 | Maserati      | 32    | Moteur                        | 18     |        |
| Abd. | 30 | Stuart Lewis-Evans            | Vanwall       | 30    | Surchauffe moteur             | 4      |        |
| Abd. | 2  | Maurice Trintignant           | Cooper-Climax | 24    | Boîte de vitesses             | 13     |        |
| Abd. | 26 | Stirling Moss                 | Vanwall       | 17    | Boîte de vitesses             | 1      |        |
| Abd. | 12 | Jo Bonnier                    | BRM           | 14    | Transmission                  | 10     |        |
| Abd. | 20 | Olivier Gendebien             | Ferrari       | 4     | Suspension                    | 5      |        |
| Abd. | 40 | Gerino Gerini                 | Maserati      | 2     | Accident                      | 19     |        |
| Abd. | 34 | Carroll Shelby                | Maserati      | 1     | Tenue de route                | 17     |        |
| Abd. | 16 | Wolfgang von Trips            | Ferrari       | 0     | Accident                      | 6      |        |
| Abd. | 10 | Harry Schell                  | BRM           | 0     | Accident                      | 9      |        |
| Abd. | 4  | Jack Brabham                  | Cooper-Climax | 0     | Suspension                    | 15     |        |

### Pole position et record du tour
- Pole position :  Stirling Moss en 1 min 40 s 5 (vitesse moyenne : 205,970 km/h). Temps réalisé lors de la séance d'essais du samedi 6 septembre[5].
- Meilleur tour en course :  Phil Hill en 1 min 42 s 9 au vingt-sixième tour (vitesse moyenne : 201,166 km/h).

### Tours en tête
- Phil Hill : 7 tours (1-4 / 35-37)
- Mike Hawthorn : 46 tours (5-6 / 9 / 15-34 / 38-60)
- Stirling Moss : 7 tours (7-8 / 10-14)
- Tony Brooks : 10 tours (61-70)

## Classement général à l'issue de la course

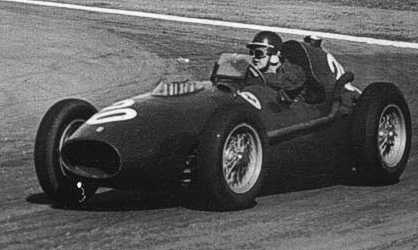
Grâce à sa seconde place à Monza, Mike Hawthorn (vu ici en début de saison) a conforté sa place en tête du championnat.

- Attribution des points : 8, 6, 4, 3, 2 respectivement aux cinq premiers de chaque épreuve et 1 point supplémentaire pour le pilote ayant accompli le meilleur tour en course (signalé par un astérisque).
- Pour la coupe des constructeurs, même barème mais seule la voiture la mieux classée de chaque équipe inscrit des points. Le point du meilleur tour en course n'est pas comptabilisé. Les 500 miles d'Indianapolis ne sont pas pris en compte pour cette coupe, la course n'étant pas ouverte aux monoplaces de formule 1[8].
- Seuls les six meilleurs résultats sont comptabilisés. Pour le championnat, Hawthorn doit donc décompter le point acquis à Monaco et les deux points acquis aux Pays-Bas, totalisant quarante points effectifs pour quarante-trois points marqués. Pour la coupe des constructeurs, Vanwall doit décompter les trois points acquis en Grande-Bretagne, totalisant quarante-six points effectifs pour quarante-neuf marqués, et Ferrari doit décompter les deux points acquis aux Pays-Bas, les trois acquis en Allemagne et les six acquis en Italie, totalisant quarante points effectifs pour cinquante-et-un marqués.
- Le règlement permet aux pilotes de se relayer sur une même voiture, les points éventuellement acquis étant alors perdus pour pilotes et constructeur[5]. La quatrième place en Italie, partagée par Roy Salvadori et Carroll Shelby, ne rapporte donc aucun point à Maserati, ni à ses pilotes.

| Pos. | Pilote              | Écurie           | Points  | ARG | MON  | NL  | 500 | BEL | FRA | GBR | ALL | POR | ITA | MAR |
| ---- | ------------------- | ---------------- | ------- | --- | ---- | --- | --- | --- | --- | --- | --- | --- | --- | --- |
| 1    | Mike Hawthorn       | Ferrari          | 40 (43) | 4   | (1*) | (2) | -   | 7*  | 9*  | 7*  | -   | 7*  | 6   |     |
| 2    | Stirling Moss       | Cooper & Vanwall | 32      | 8   | -    | 9*  | -   | -   | 6   | -   | 1*  | 8   | -   |     |
| 3    | Tony Brooks         | Cooper           | 24      | -   | -    | -   | -   | 8   | -   | -   | 8   | -   | 8   |     |
| 4    | Roy Salvadori       | Cooper           | 15      | -   | -    | 3   | -   | -   | -   | 4   | 6   | -   | 2   |     |
| 5    | Peter Collins       | Ferrari          | 14      | -   | 4    | -   | -   | -   | 2   | 8   | -   | -   | -   |     |
| 6    | Maurice Trintignant | Cooper           | 12      | -   | 8    | -   | -   | -   | -   | -   | 4   | -   | -   |     |
|      | Luigi Musso         | Ferrari          | 12      | 6   | 6    | -   | -   | -   | -   | -   | -   | -   | -   |     |
|      | Harry Schell        | BRM              | 12      | -   | 2    | 6   | -   | 2   | -   | 2   | -   | -   | -   |     |
| 9    | Stuart Lewis-Evans  | Vanwall          | 11      | -   | -    | -   | -   | 4   | -   | 3   | -   | 4   | -   |     |
| 10   | Wolfgang von Trips  | Ferrari          | 9       | -   | -    | -   | -   | -   | 4   | -   | 3   | 2   | -   |     |
|      | Jean Behra          | Maserati & BRM   | 9       | 2   | -    | 4   | -   | -   | -   | -   | -   | 3   | -   |     |
| 12   | Jimmy Bryan         | Epperly          | 8       | -   | -    | -   | 8   | -   | -   | -   | -   | -   | -   |     |
| 13   | Juan Manuel Fangio  | Maserati         | 7       | 4*  | -    | -   | -   | -   | 3   | -   | -   | -   | -   |     |
| 14   | George Amick        | Epperly          | 6       | -   | -    | -   | 6   | -   | -   | -   | -   | -   | -   |     |
| 15   | Phil Hill           | Ferrari          | 5       | -   | -    | -   | -   | -   | -   | -   | -   | -   | 5*  |     |
| 16   | Johnny Boyd         | Kurtis Kraft     | 4       | -   | -    | -   | 4   | -   | -   | -   | -   | -   | -   |     |
|      | Tony Bettenhausen   | Epperly          | 4       | -   | -    | -   | 4*  | -   | -   | -   | -   | -   | -   |     |
| 18   | Jack Brabham        | Cooper           | 3       | -   | 3    | -   | -   | -   | -   | -   | -   | -   | -   |     |
|      | Cliff Allison       | Lotus            | 3       | -   | -    | -   | -   | 3   | -   | -   | -   | -   | -   |     |
| 20   | Jim Rathmann        | Epperly          | 2       | -   | -    | -   | 2   | -   | -   | -   | -   | -   | -   |     |

| Pos. | Écurie        | Points  | ARG | MON | NL  | 500 | BEL | FRA | GBR | ALL | POR | ITA | MAR |
| ---- | ------------- | ------- | --- | --- | --- | --- | --- | --- | --- | --- | --- | --- | --- |
| 1    | Vanwall       | 46 (49) | -   | -   | 8   | -   | 8   | 6   | (3) | 8   | 8   | 8   |     |
| 2    | Ferrari       | 40 (51) | 6   | 6   | (2) | -   | 6   | 8   | 8   | (3) | 6   | (6) |     |
| 3    | Cooper-Climax | 31      | 8   | 8   | 3   | -   | -   | -   | 4   | 6   | -   | 2   |     |
| 4    | BRM           | 15      | -   | 2   | 6   | -   | 2   | -   | 2   | -   | 3   | -   |     |
| 5    | Maserati      | 6       | 3   | -   | -   | -   | -   | 3   | -   | -   | -   | -   |     |
| 6    | Lotus-Climax  | 3       | -   | -   | -   | -   | 3   | -   | -   | -   | -   | -   |     |

## À noter

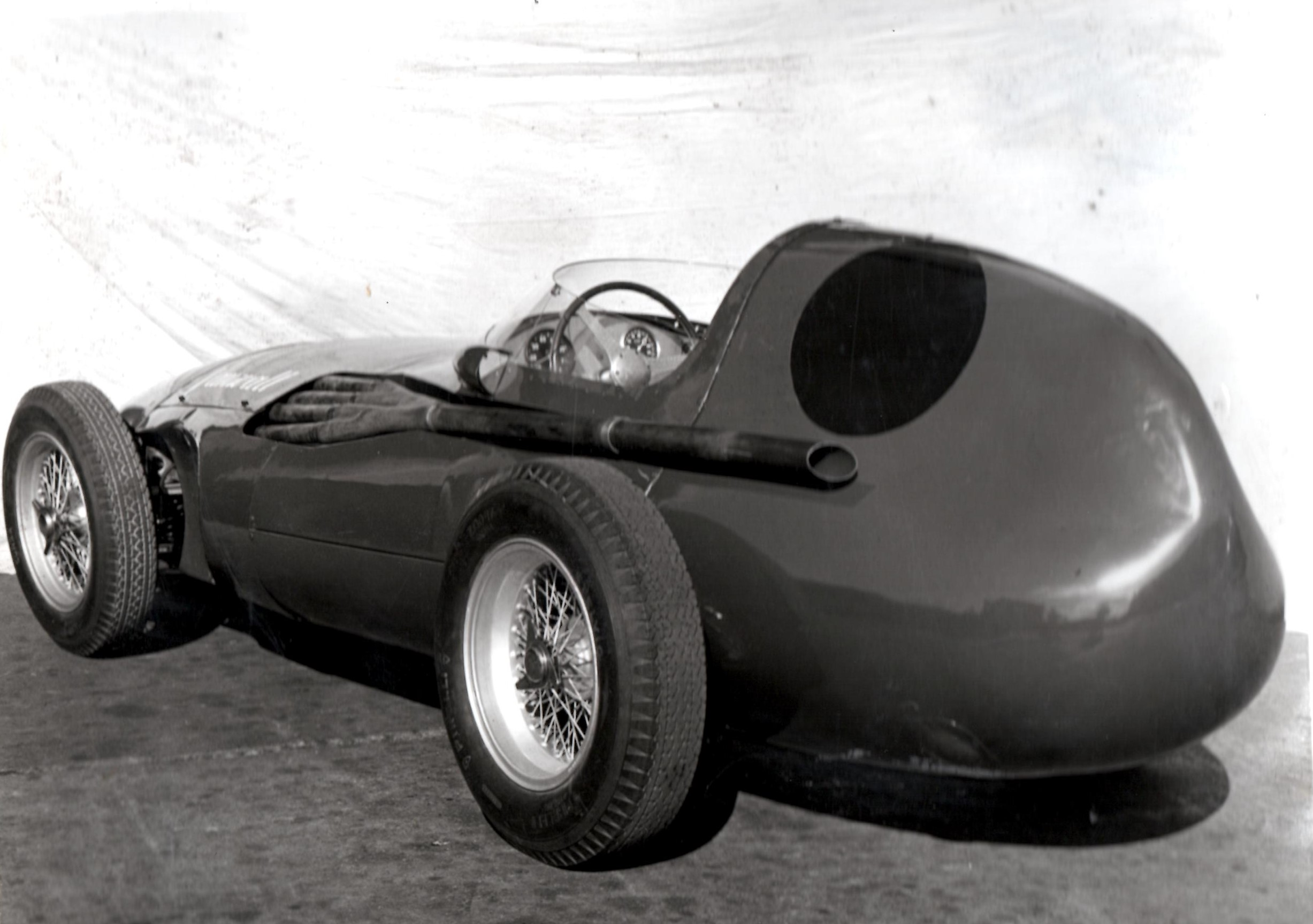
Grâce à une cinquième victoire cette saison, Vanwall est déjà assurée de remporter la Coupe des constructeurs 1958.

- 4e victoire en championnat du monde pour Tony Brooks.
- 8e victoire en championnat du monde pour Vanwall en tant que constructeur.
- 8e victoire en championnat du monde pour Vanwall en tant que motoriste.
- À l'issue de cette course, l'écurie Vanwall remporte la Coupe des constructeurs.
- Voiture copilotée :
  - no 32 : Masten Gregory (45 tours) et Carroll Shelby (24 tours). Classée quatrième (sans point attribué), cette voiture fut tout d'abord disqualifiée après réclamation d'un responsable de la Scuderia Centro-Sud, pour non signature de la feuille d'engagement du pilote de remplacement Carroll Shelby. Après rejet de la réclamation, les autorités officielles entérinèrent leur quatrième place[1].